# Herensociëteit (Baarn)
De Herensociëteit aan het Stationsplein 64 is een gemeentelijk monument in Baarn in de provincie Utrecht.
De topgevel aan de voorzijde heeft op de verdieping een balkon met balkondeuren. De rijk versierde veranda aan de rechterzijde is later verbouwd tot serre met daarachter een lage vleugel, waarin de ingang is opgenomen. 
De zijgevel aan de kant van de Gerrit van der Veenlaan heeft een topgevel met twee boven elkaar geplaatste vensters.
Door de later aangebrachte bepleistering is het siermetselwerk niet meer zichtbaar.

## de Vereeniging
Sociëteit de Vereeniging werd op 5 augustus 1865 opgericht met als enig doel het bevorderen van het gezellig verkeer onder haar leden.
De herensociëteit werd opgericht in 1865, het jaar dat prins Hendrik de Zeevaarder op Paleis Soestdijk ging wonen. De soos werd gehuisvest in de opkamer met twee achterkamertjes in de woning van het voormalige schoolhoofd van de Franse school aan de Hoofdstraat. In 1885 gaat de sociëteit een langlopende huurovereenkomst aan voor het verbeterde lokaal. Ter verkrijging van rechtspersoonlijkheid diende de vereniging de statuten koninklijk te laten goedkeuren. De naam "Baarnsche Sociëteit" wordt bij gelegenheid van de Koninklijke goedkeuring gewijzigd in Sociëteit "de Vereeniging". Voor de Tweede Wereldoorlog dreigde opheffing toen het ledenaantal terugliep. Het ledental zou na de oorlog stijgen van honderd leden in 1972 naar 190 in het jaar 2000. In 1889 werd grond aangekocht van de H.IJ.S.M. aan het Stationsplein. Op 29 maart 1890 werd de eerste ledenvergadering in het nieuwe gebouw gehouden. In de oorlog werd het pand op last van de bezetter gesloten. Eerste voorzitter werd burgemeester Laan, ook werd ten minste een van de raadsleden lid. commissaris werd raadslid J.J.B. Hulft Baron Taets van Amerongen, secretaris H. Pen en leden L.D. Rutgers van Rozenburg en J. Harbrink-Numan.
De vereniging telde bij oprichting 22 leden uit de gezeten burgerij. Daartoe behoorde ook gemeentelijk geneesheer D. Voorthuijsen. Tot de leden behoorden in de beginjaren ook veel mensen die een deel van hun leven in Nederlands Indië hadden doorgebracht. Er werden leden en buitenleden onderscheiden. Buitenleden woonden vaak buiten Baarn en tegenwoordig in het buitenland. Het lidmaatschap staat slechts open voor heren die na ballotage zijn toegelaten door het bestuur, op voordracht van ten minste twee leden. Een benoeming als bestuurslid diende op straffe van een boete van F10,- te worden aangenomen en wie niet ter vergadering verscheen was F1- kwijt. 
Er waren families waarvan meerdere generaties lid waren, zoals de families Rozenburg, Jiskoot, Van Kempen, Van Oltrop, en Korthals Altes. Latere leden waren naast burgemeester B. Ph. de Beaufort, gemeente-arts Sytze Greidanus en de schrijvers Alberdingk Thijm en Wim Hazeu.

## Activiteiten
Deze sociëteit werd bezocht door gegoede zakenlieden die uit Amsterdam huiswaarts keerden. Naast gezelligheidsactiviteiten als borrelen en gezamenlijke maaltijden zijn er ook festiviteiten. Tot de vaste activiteiten behoorden biljarten, kegelen en later ook golf. De kaartspelen wijzigden door de jaren heen van omber en whist naar (auction) bridge. Behalve onderling werd er ook tegen andere zusterverenigingen gespeeld. Naast de vaste activiteiten werden ook prominente sprekers uitgenodigd als Drs. P, Godfried Bomans en Beelaerts van Blokland (Commissaris der Koningin in Utrecht).

## Inventaris
Meermalen werden door leden 'voorwerpen van kunst en smaak' geschonken. Tot de inventaris behoren geschilderde portretten van J.J.P. van Herzeele (raadsheer in het Provinciale Gerechtshof van Noord-Holland), Willem II. In 2001 werd een serie portretten uit het opgeheven Oranjemuseum opgehangen om de nauwe banden tussen Baarn en het koninklijk huis te benadrukken.

## Zusterverenigingen
Het gebouw werd in de loop der tijd ook verhuurd aan verenigingen met een aan de sociëteit verwant karakter. Zo maakten Rotaryverenigingen, de Lionsclub en Probusclub Baarn-Soest er gebruik van.. Ook de Vereeniging tot Verfraaiing van Baarn (de latere VVV) gebruik van de faciliteiten. Een andere huurder was de Baarnse Kring 't Peerd.